# Каннский кинофестиваль 1973
26-й Каннский кинофестиваль проходил с 10 по 25 мая 1973 года в Каннах (Франция).

## Жюри
- Ингрид Бергман (Швеция) (председатель)
- Жан Деланнуа (Франция)
- Лоуренс Даррел (Великобритания)
- Родольфо Эчеверриа (Испания)
- Бореслав Михалек (Польша)
- Франсуа Нурисье (Франция)
- Лео Пестелли (Италия)(журналист)
- Сидни Поллак (США)
- Роберт Рождественский (СССР)
- Робер Энрико (Франция) (председатель жюри по короткометражным фильмам)
- Самюэль Лашиз (Франция) (critic) (короткометражные фильмы)
- Александр Марин (короткометражные фильмы)

## Фильмы в конкурсной программе
| Победители выделены отдельным цветом. |

| Название                                                                                               | Оригинальное название                                                                                  | Режиссёр                | Страна                |
| --- | --- | ----------------------- | --------------------- |
| Ана и волки                                                                                            | Ana y los lobos                                                                                        | Карлос Саура            | Испания               |
| Красавица                                                                                              | Belle                                                                                                  | Андре Дельво            | Франция, Бельгия      |
| La Mort d'un bûcheron                                                                                  | La Mort d’un bûcheron                                                                                  | Жиль Карль              | Канада                |
| Влияние гамма-лучей на поведение маргариток                                                            | The Effect of Gamma Rays on Man-in-the-Moon Marigolds                                                  | Пол Ньюман              | США                   |
| Electra Glide in Blue                                                                                  | Electra Glide in Blue                                                                                  | James William Guercio   | США                   |
| Дикая планета                                                                                          | La Planete Sauvage                                                                                     | Рене Лалу               | Франция, Чехословакия |
| Le Far West                                                                                            | Le Far West                                                                                            | Жак Брель               | Франция, Бельгия      |
| Godspell                                                                                               | Godspell                                                                                               | David Greene (director) | США                   |
| Большая жратва                                                                                         | La Grande Bouffe                                                                                       | Марко Феррери           | Франция, Италия       |
| Наёмный работник                                                                                       | The Hireling                                                                                           | Алан Бриджес            | Великобритания        |
| Bisturi, la mafia bianca                                                                               | Bisturi, la mafia bianca                                                                               | Луиджи Дзампа           | Италия                |
| Санаторий под клепсидрой                                                                               | Sanatorium pod klepsydrą                                                                               | Войцех Хас              | Польша                |
| Приглашение                                                                                            | L’Invitation                                                                                           | Клод Горетта            | Швейцария             |
| Джереми                                                                                                | Jeremy                                                                                                 | Arthur Barron           | США                   |
| Film d'amore e d'anarchia, ovvero: stamattina alle 10, in via dei Fiori, nella nota casa di tolleranza | Film d’amore e d’anarchia, ovvero: stamattina alle 10, in via dei Fiori, nella nota casa di tolleranza | Лина Вертмюллер         | Италия, Франция       |
| Мамочка и шлюха                                                                                        | La Maman et la Putain                                                                                  | Жан Эсташ               | Франция               |
| Монолог                                                                                                | Монолог                                                                                                | Илья Авербах            | СССР                  |
| О, счастливчик!                                                                                        | O Lucky Man!                                                                                           | Линдсей Андерсон        | Великобритания        |
| Un Amleto di meno                                                                                      | Un Amleto di meno                                                                                      | Кармело Бене            | Италия                |
| La otra imagen                                                                                         | La otra imagen                                                                                         | Antoni Ribas            | Испания               |
| Petőfi '73                                                                                             | Petőfi '73                                                                                             | Ferenc Kardos           | Венгрия               |
| Пугало                                                                                                 | Scarecrow                                                                                              | Джерри Шацберг          | США                   |
| A Promessa                                                                                             | A Promessa                                                                                             | António de Macedo       | Португалия            |
| Хотим полковников                                                                                      | Vogliamo i colonnelli                                                                                  | Марио Моничелли         | Италия                |

## Фильмы вне конкурсной программы
- Кукольный дом, режиссёр Джозеф Лоузи
- Future Shock, режиссёр Александр Грассхофф
- Недостижимая цель, режиссёр Джон Франкенхаймер
- Американская ночь, режиссёр Франсуа Трюффо
- Леди поёт блюз, режиссёр Сидни Дж. Фьюри
- Lo Païs, режиссёр Жерар Герен
- Olivier Messiaen et les Oiseaux, режиссёр Мишель Фано, Дениза Туаль
- Picasso, Peintre Du Siècle 1900—1973, режиссёр Лауро Вентури
- Свастика, режиссёр Филипп Мора
- Святая гора, режиссёр Алехандро Ходоровски
- Глазами восьми, режиссёры Милош Форман, Клод Лелуш, Юрий Озеров, Май Сеттерлинг, Кон Итикава, Джон Шлезингер, Артур Пенн, Михаэль Пфлегар
- Шёпоты и крики, режиссёр Ингмар Бергман
- Wattstax, режиссёр Мел Стюарт
- Мы не можем пойти домой снова, режиссёр Николас Рэй

## Короткометражные фильмы
- 1812 год, режиссёр Шандор Райзенбюхлер
- Balablok, режиссёр Бретислав Пойар
- Langage du geste, режиссёр Камаль аш-Шейх
- La Ligne de sceaux, режиссёр Жан-Поль Торок
- Skagen 1972, режиссёр Claus Weeke
- Space Boy, режиссёр Renate Druks
- La Tête, режиссёр Эмиль Бурже

## Награды
- Золотая пальмовая ветвь:
  - Наёмный работник, режиссёр Алан Бриджес
  - Пугало, режиссёр Джерри Шацберг
- Гран-при: Мамочка и шлюха, режиссёр Жан Эсташ
- Приз жюри:
  - Санаторий под клепсидрой, режиссёр Войцех Хас
  - Приглашение, режиссёр Клод Горетта
- Приз за лучшую мужскую роль: Джанкарло Джаннини — Фильм любви и анархии, или Сегодня в десять утра на Виа деи Фьори в известном доме терпимости
- Приз за лучшую женскую роль: Джоан Вудворд — Влияние гамма-лучей на поведение маргариток
- Технический гран-при: Шёпоты и крики, режиссёр Ингмар Бергман
- Специальная награда: Дикая планета, режиссёр Рене Лалу
- Лучший дебют: Джереми, режиссёр Артур Баррон
- Золотая пальмовая ветвь за короткометражный фильм: Балаблок, режиссёр Бретислав Пойар
- Приз жюри за короткометражный фильм: 1812 год, режиссёр Шандор Райзенбюхлер
- Приз международной ассоциации кинокритиков (ФИПРЕССИ):
  - Большая жратва
  - Мамочка и шлюха
- Приз Международной Католической организации в области кино (OCIC): Пугало, режиссёр Джерри Шацберг